# Renault 651
Le Renault 651 est un tracteur agricole produit par la filiale Agriculture du constructeur Renault.
D'une puissance de 65 ch et fabriqué dans l'usine du Mans, il est vendu à près de 25 000 exemplaires, toutes versions confondues, entre 1972 et 1980.

## Historique

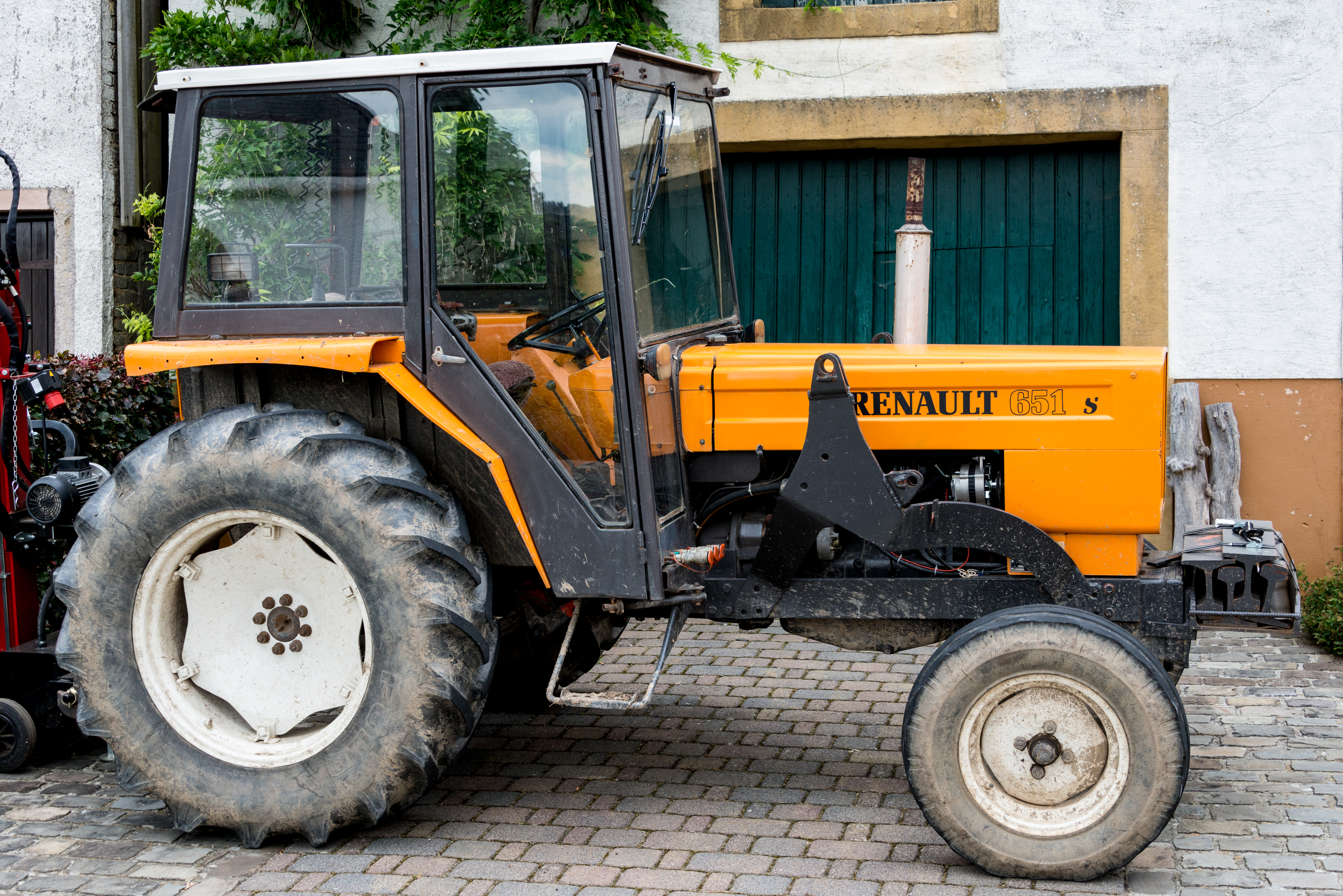
Renault 651 S.

Renault a toujours cherché à privilégier la production de tracteurs de cœur de gamme, correspondant aux attentes des agriculteurs exploitant des fermes de taille moyenne. C'est ainsi que le Renault D22 (22 ch) s'est vendu à plus de 31 000 exemplaires dans les années 1950 et que le Renault 56 (46 ch) est produit en 17 458 exemplaires entre 1968 et 1973. Renault vise la même clientèle des « fermes moyennes » en proposant en 1972 le Renault 651. Le tracteur bénéficie d'un moteur plus puissant, d'améliorations techniques qui manquaient sur les modèles précédents et il adopte une nouvelle ligne, inaugurée avec les 92, 94, 96 et 98 en 1969 et qui reste d'actualité jusqu'au milieu des années 1980. 
Le Renault 651 est construit dans l'usine française du Mans entre 1972 et 1980, à 18 229 exemplaires pour la version à deux roues motrices et à 6 764 exemplaires pour la version à quatre roues motrices. Il laisse ensuite la place aux 651 S et 651-4 S, peu différents, si ce n'est une couleur de carrosserie plus jaune et des marquages modernisés.

## Caractéristiques
Le tracteur est équipé d'un moteur Diesel MWM, fournisseur habituel de la marque, à 4 cylindres (alésage de 98 mm pour une course de 120 mm) en ligne et à culasses séparées, d'une cylindrée totale de 3 770 cm3. Il développe une puissance de 65 ch DIN à 2 350 tr/min.
Les boîtes de vitesses installées sur les tracteurs Renault des gammes précédentes ont souvent été critiquées pour le nombre insuffisant des rapports proposés (souvent six rapports avant et un seul rapport arrière) et l'absence de synchroniseurs. Renault répond à ces critiques en proposant de série, pour le 651, une boîte de vitesses avec trois gammes comprenant chacune quatre rapports avant synchronisés et un rapport arrière.
Sa prise de force arrière, tournant à 540 tr/min, est totalement indépendante.
Une version à quatre roues motrices du 651, dénommée 651-4, est disponible. Elle est équipée d'un pont avant moteur fabriqué par Carraro Agritalia.
La masse à vide en ordre de marche du tracteur est de 2 745 kg (modèle 651) ou 3 310 kg (modèle 651-4).